# Entoloma lividoalbum
|  | Опис гљиве у овом чланку није потпун нити је довољан за коректну и сигурну идентификацију гљиве. Непажњом врло лако се јестиве гљиве могу помешати са отровним. Уколико се поједу отровне уместо јестивих гљива, може доћи до тешких оштећења појединих органа, или до смрти оног који их је појео. Aко желите да скупљате гљиве, не препоручује се коришћење описа из овог чланка за препознавање, већ да се обавестите о изгледу и начину препознавања код неког стручњака за гљиве. |

Калифорнијска печурка, позната и као лат. Entoloma lividoalbum, је велика ентоломатоидна печурка из породице лат. Entomolaceae која воли тврда дрва у западној Северној Америци (нарочито јасику и храст на обали), а може се препознати по прилично великом расту (често подсећа на Tricholoma), жуто-браон клобуку, фино обрубљеној белој стабљици и брашнастом мирису.

## Опис врсте
- Клобук: широк 7,0-9,0 cm, конвексан, на рубу скоро раван, често са широким усеком; ивица закривљена у младости, у зрелости закривљена до преокренута, провидно пругаста, често таласаста; површина влажна, са тамно-смеђим, жућкасто-смеђим, до сивкасто-смеђим урођеним влакнима, светлија на диску; мирис слаб, благо мирисан до брашнаст када је контекстно ткиво згњечено; укус брашнаст.
- Листићи: густи, бели до ружичасти, ружичасто-сиви у зрелости, релативно широки, ширине 7-11 mm; ламеле у четири до пет серија.
- Стручак: дужине 7,0-11,0 cm, дебљине 1,5-2,5 cm, мање-више једнак; површина врха ситно љускава, на другим местима фибрилозно-пругаста, бео, чврст, делимични вео одсутан.
- Споре: 6,5-10,0 (11,0) са 6,5-9,0 µm, угаоне у погледу лица и профила, углавном пето- до шестостране, танких зидова, са упадљивим хиларним додатком налик на клин; ружичасто-браон.[3]

## Екологија и станиште
Сапротрофна врста; расте самостално, раштркано или групно испод дрвећа; јавља се лети и на јесен, или преко зиме у приобалној Калифорнији; прилично широко распрострањена.

## Јестивост
Непозната, препорука да се избегава. Бројне врсте рода Entoloma су познато отровне. 

## Хемијска реакција
Негативна рекација са калијум-хидроксидом на клобуку.